# Portugal op het Junior Eurovisiesongfestival
Portugal heeft tot op heden acht keer deelgenomen aan het Junior Eurovisiesongfestival.

## Geschiedenis
Portugal maakte zijn debuut op het Junior Eurovisiesongfestival in 2006. De eerste die het land mocht vertegenwoordigen was Pedro Madeira, die met zijn lied Deixa-me sentir veertiende werd. Naast de 12 standaard punten ontving deze inzending zeven punten uit Spanje en drie punten uit Malta. Een jaar later, in 2007, mocht Jorge Leira het voor Portugal opnemen in Amsterdam. Het land behaalde daar een zestiende plaats en vijftien punten, waarvan twee punten afkomstig waren uit Armenië en één punt uit Cyprus. Hierna trok Portugal zich voor meerdere jaren uit het festival terug.
Na een afwezigheid van negen jaar keerden de Portugezen in 2017 terug op het Junior Eurovisiesongfestival. Door middel van een nationale selectie werd Mariana Venâncio gekozen als de Portugese inzending. Met haar liedje Youtuber werd zij veertiende in Tbilisi. In 2018 boekte Portugal evenmin een succes, toen Rita Laranjeira namens het land op de achttiende plaats strandde.
In 2019 trok  Joana Almeida naar Polen met haar lied Vem comigo dat gaat over het milieu. Voor het eerst in vijf deelnames eindigde Portugal niet bij de laatste drie. Veel beter dan anders deed het land het ook niet, want voor de tweede maal op rij lieten alle Europese vakjury's Portugal links liggen en kreeg het land enkel punten van de online voting. Met 43 punten behaalde Joana een 16de plaats op 19 deelnemers. 
In 2022 lukte het de Portugezen voor het eerst om de top tien te halen, Nicolas Alves werd achtste met Anos 70. Vervolgens vielen ze in 2023 weer buiten de top tien met een dertiende plek.
In 2024 deed Victoria Nicole mee met het nummer Esperança. Lang was Portugal een van de favorieten. Uiteindelijk werd Victoria tweede achter Georgië, waarbij de online voting werd gewonnen. Dit is het beste resultaat van Portugal op het Junior Eurovisiesongfestival.

## Portugese deelnames
| Jaar | Artiest          | Lied                                 | Plaats | Punten | Taal                |
| ---- | ---------------- | ------------------------------------ | ------ | ------ | ------------------- |
| 2006 | Pedro Madeira    | Deixa-me sentir                      | 14     | 22     | Portugees           |
| 2007 | Jorge Leiria     | Só quero é cantar                    | 16     | 15     | Portugees           |
| 2017 | Mariana Venâncio | Youtuber                             | 14     | 54     | Portugees           |
| 2018 | Rita Laranjeira  | Gosto de todo (já não gosto de nada) | 18     | 42     | Portugees           |
| 2019 | Joana Almeida    | Vem comigo                           | 16     | 43     | Portugees en Engels |
| 2021 | Simão Oliveira   | O rapaz                              | 11     | 101    | Portugees           |
| 2022 | Nicolas Alves    | Anos 70                              | 8      | 121    | Portugees           |
| 2023 | Júlia Machado    | Where I belong                       | 13     | 75     | Portugees en Engels |
| 2024 | Victoria Nicole  | Esperança                            | 2      | 213    | Portugees en Spaans |
| 2025 | Inês Gonçalves   |                                      |        |        |                     |

| Kleur | Betekenis      |
| ----- | -------------- |
|       | Eerste plaats  |
|       | Tweede plaats  |
|       | Derde plaats   |
|       | Laatste plaats |
|       | Gastland       |

## Gegeven en gekregen punten
| Plaats | Land        | Punten |
| ------ | ----------- | ------ |
| 1      | Armenië     | 45     |
| 1      | Frankrijk   | 45     |
| 1      | Georgië     | 45     |
| 4      | Wit-Rusland | 44     |
| 5      | Oekraïne    | 34     |
| 5      | Polen       | 34     |

| Plaats | Land      | Punten |
| ------ | --------- | ------ |
| 1      | Spanje    | 21     |
| 2      | Georgië   | 20     |
| 3      | Italië    | 18     |
| 4      | Frankrijk | 17     |
| 5      | Malta     | 16     |

## Twaalf punten
(Een vetgedrukte editie betekent dat het land die editie won.)
| Aantal | Land        | Edities    |
| ------ | ----------- | ---------- |
| 2      | Wit-Rusland | 2006, 2007 |
| 1      | Albanië     | 2023 (J)   |
| 1      | Armenië     | 2021 (J)   |
| 1      | Australië   | 2018 (J)   |
| 1      | Frankrijk   | 2022 (J)   |
| 1      | Georgië     | 2024 (J)   |
| 1      | Nederland   | 2019 (J)   |
| 1      | Rusland     | 2017 (J)   |

| Aantal | Land      | Edities  |
| ------ | --------- | -------- |
| 1      | Duitsland | 2024 (J) |